# Henri Castanet
Pour les articles homonymes, voir Castanet.
Henri Castanet, né en 1673 et mort en 1705 , ancien garde forestier de l’Aigoual, est le chef camisard du Mont Aigoual. Il organise la troupe dite du « Camp de l'Éternel ». Il partage son commandement avec son lieutenant Jean La Rose. 

## Biographie
Né le 8 juillet 1673 à Massevaques (commune de Rousses, en Lozère), Henri Castanet est baptisé protestant le 23 juillet dans le temple de Vébron (il est prénommé André par le prédicant Gaubert).
Il exerce les professions de valet, peigneur de laine et/ou  garde des bois de l'Aigoual.
À la suite de la révocation de l'Edit de Nantes et du départ des derniers pasteurs (prédicants), il quitte le royaume de France vers 1695.
Il s'engage alors avec les troupes protestantes du Prince d'Orange (roi des Pays-Bas) et combat contre la France de Louis XIV.
La paix revenue (Paix de Ryswick en 1697 : les protestants n'en obtiennent pas pour autant la liberté de culte), Castanet rentre en France.
Il refuse d'abjurer et ne fréquente pas l'église
Il connait alors des inspirations et réunit autour de lui des adeptes pour lesquels il commence à prêcher en 1701. Il établit son QG dans sa région natale de l'Aigoual, qu'il connaît par coeur.
En février 1702, il échappe à des soldats venus surprendre une assemblée en tirant sur eux.
La révolte des camisards débute au printemps 1702 : Castanet lève une troupe (160 hommes environ), et détruit l'église de St André de Valborgne.
Il contrôle les paroisses de Vébron, Peyrolles, Rousses et St André-de-Valborgne.
Le 21 février 1703, il massacre une trentaine d'habitants catholiques de Fraissinet de Fourques (village voisin de Massevaques, dont les habitants «embêtaient» les protestants et notamment la mère et la sœur de Castanet. 
Il faillit être fusillé par un conseil de chefs camisards car il entretenait une relation avec une veuve de Saumane.
Il épouse «dans le désert» au printemps 1703 une jeune fille native de St-Laurent-le-Minier, Marie Planque, dit la Blondine.
La Blondine est arrêtée et emprisonnée par les miliciens de Valleraugue : Castanet enlève alors l'épouse d'un consul de la ville et procède à l'échange.
Le 11 septembre 1704, Castanet se rend aux autorités royales et doit s'exiler en Suisse.
Une fois à Genève, il se marie «officiellement» avec la Blondine (19 octobre 1704) dans le temple de Chêne et  prêche fanatiquement chez des réfugiés français : c'est interdit et il est chassé de la ville en décembre 1704.
Il demande alors à l'Ambassadeur de France en Suisse un passeport pour rentrer (soi-disant pour récupérer un petit trésor enterré près de Valleraugue),
Ce dernier refuse et alerte les autorités royales en Languedoc du possible retour de Castanet.
En février 1705, le couple Castanet/Blondine rentre tout de même en France et se sépare à Valence :
- la Blondine gagne Montpellier où elle est arrêtée puis emprisonnée dans la Citadelle (actuel Lycée Joffre) où elle accouche.
Enfermée dans la Tour de Constance, elle abjure et se marie avec un sergent de la garnison. Elle meurt en 1727.
- Castanet demeure dans le Vivarais où il tient des assemblées. Il est arrêté à Méjannes-le-Clap le 17 mars 1705.
Interrogé, torturé, il est finalement roué vif sur la terrasse du Peyrou à Montpellier devant une foule énorme le 26 mars 1705.
Il repoussa les 2 curés qui l'entouraient et menaça de cracher sur le crucifix qu'on lui tendait s'il n'était pas retiré.